# Yael Staav
Yael Staav é uma diretora canadiana de cinema e televisão de Toronto, Ontário, que ganhou o prémio Canadian Screen Award de Melhor Direção num Programa ou Série de Comédia de Variedades ou Sketch no 6.º Canadian Screen Awards em 2018 pelo seu trabalho no Baroness von Sketch Show.
Ela também foi indicada para Melhor Direção em Série de Comédia no 11.º Canadian Screen Awards em 2023 por Workin 'Moms.